# 赵勇 (材料学家)
赵勇，西南交通大学材料科学与工程系教授、超导研究开发中心常务副主任，从事超导材料研究，中国教育部第六批“长江学者”特聘教授，主持十多项国家自然科学基金项目，发表论文数百篇，合著多本著作，取得多项发明专利。